# Лаган (река, впадает в пролив Каттегат)
Ла́ган (швед. Lagan) — река на юге Швеции. Длина 244 км. Площадь бассейна 6450 км². Берёт начало из озера Тахешён у Таберга в лене Йёнчёпинг на отметке 224 м над уровнем моря, западнее Лахольма впадает в бухту Лахольмсбуктен пролива Каттегат.
В верхнем и среднем течении проходит по горно-холмистой местности, где образует пороги и водопады. В долине реки продолжается грабен озера Веттерн за небольшим, низким порогом. Лаган прорывает западную краевую зону озера.
От начала течёт на юг через озера Эккерн, Фенген, Сандшён, через Ваггерюд и Шиллингарюд, Вернаму, озеро Видёстерн, Лаган, Юнгбю и Маркарюд в лене Крунуберг. У Маркарюда поворачивает на запад. Устье находится южнее Хальмстада и севернее Бостада и Мельбюстранда в лене Халланд.
Через приток Больмон в реку Лаган осуществляется сток озера Больмен.
Вдоль реки проходит издавна дорога. Ныне — автомобильный Европейский маршрут E04 и железная дорога Хальмстад — Несшё (от Маркарюда до Ваггерюда).
Используется для сплава леса россыпью и выработки электроэнергии.
Режим таких рек Южной Швеции, как Лаган, подвержен влиянию морского климата, что обусловливает максимум стока в зимнее время, тогда как реки Северной Швеции зимой маловодны.

## Этимология
Названия рек Логен в Норвегии (Lågen) и Лаган в Швеции (Lagan) восходят к древнескандинавскому слову lаgr «вода, река». Ему соответствует древненорвежское слово lǫgr «вода, жидкость». Это слово сохранилось в современном шведском языке — lag «отвар» и в современном норвежском — läg «сенной отвар».
Сторонники псевдонаучной арктической гипотезы Алексей Германович Виноградов и С. В. Жарникова связывают топоним Лаган с санскритским словом लग्न (lagna) и переводят как «вытекать, следовать».

## История
Обладание замком Лагахольм на острове на реке Лаган напротив Лахольма обеспечивало контроль над единственным мостом через указанную реку.

## ГЭС Карсефорс
ГЭС Карсефорс (Karsefors vattenkraftverk) у Лахольма построена компанией Sydkraft (ныне Uniper). Здание поручили проектировать выдающемуся архитектору Хансу Тюселиусу (Hans Thyselius; 1871—1929), поэтому получило роскошный архитектурный дизайн. Машинному залу Тюселиус придал формы, вдохновлённые древностью, здание водозабора похоже на замок и южноамериканские ступенчатые пирамиды. Вода подается к водозабору по прорытому каналу длиной несколько сотен метров. У входа в канал есть внушительное водохранилище с цилиндрическими (вальцовыми) поверхностными гидротехническими затворами. Высота падения воды 25,6 м. Установлены 2 турбины Френсиса. Введена в эксплуатацию в 1930 году. Установленная мощность 34 МВт. Является крупнейшей к югу от Тролльхеттана. Годовое производство 130 ГВт⋅ч. В настоящее время принадлежит шведской дочерней компании норвежской государственной компании Statkraft.

## ГЭС Лахольм

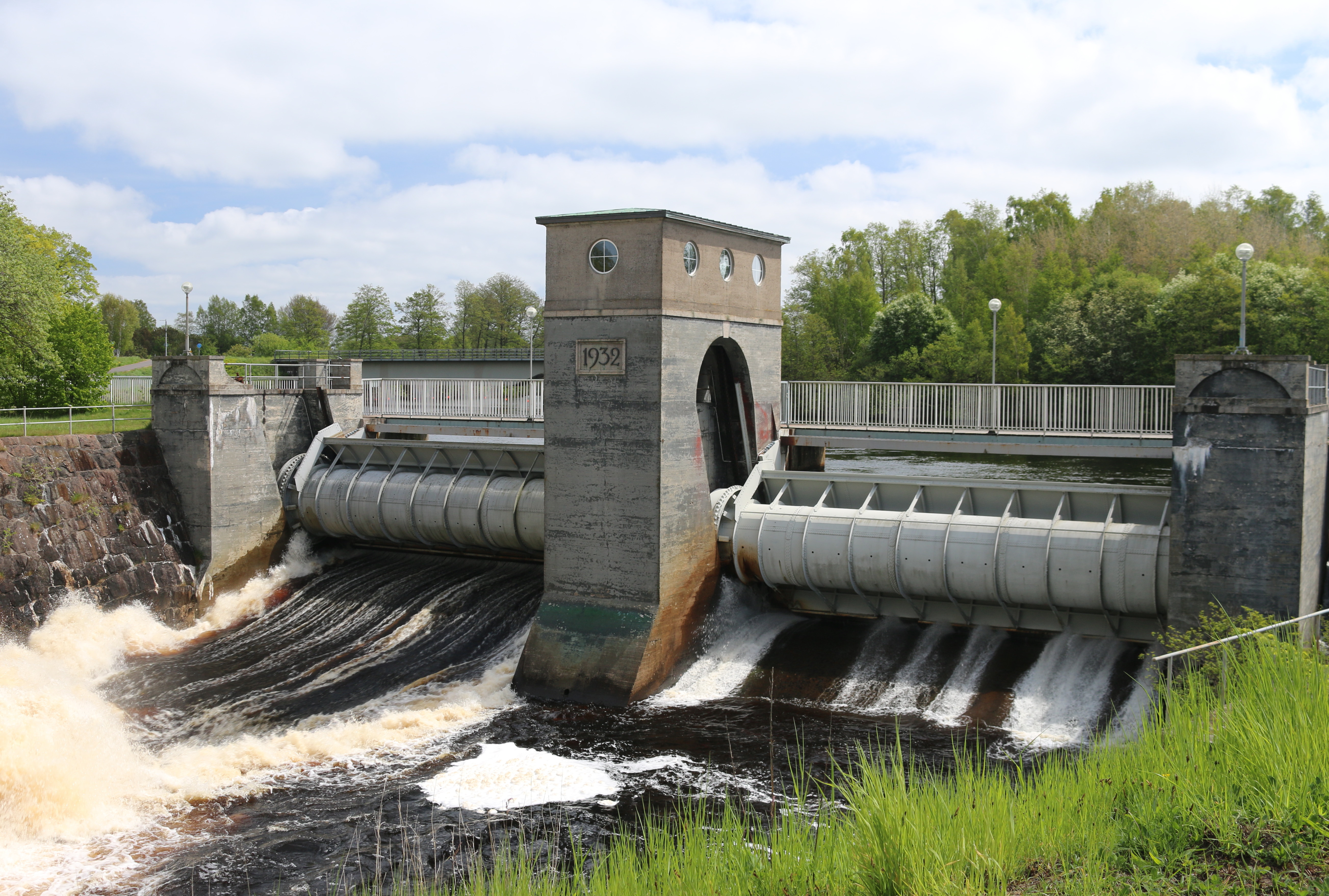
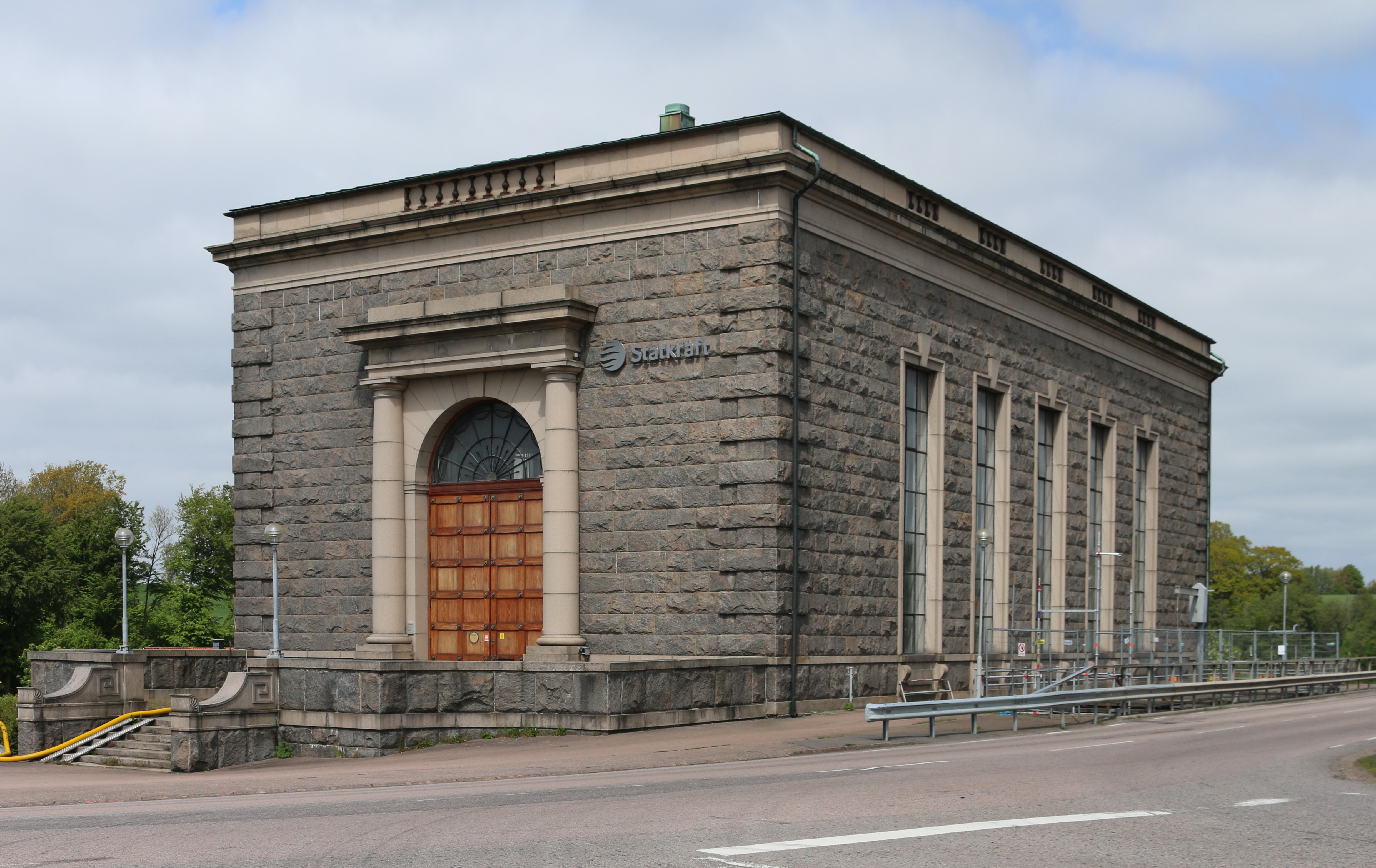

ГЭС Лахольм (Laholm vattenkraftverk) в Лахольме построена компанией Sydkraft (ныне Uniper). Здание поручили проектировать выдающемуся архитектору Арнольду Саломон-Сёренсену (1887—1972). Введена в эксплуатацию в 1932 году. Установленная мощность 11 МВт. Годовое производство 36 ГВт⋅ч В настоящее время принадлежит шведской дочерней компании норвежской государственной компании Statkraft.